# Formazione degli Amorphis
La seguente è la formazione della band Amorphis nel corso degli anni.
L'attuale formazione degli Amorphis comprende Tomi Joutsen alla voce solista, Esa Holopainen alla chitarra solista, Tomi Kouvoisari alla chitarra ritmica, Olli-Pekka Laine al basso, Santeri Kallio alle tastiere e Jan Rechberger alla batteria. Tutti e quattro i membri originali sono presenti nella band.

## Cronistoria
La band è da considerarsi come l'evoluzione musicale dei Violent Solution; la tra Jan Rechberger e Esa Holopainen si resero conto di voler cambiare radicalmente lo stile sonoro del gruppo e decisero di formare una death metal band reclutando, come cantante, proprio Tomi Koivusaari (ex membro dei Violent Solution), e, come bassista, Olli-Pekka Laine, dando origine alla prima formazione. Nel 1995 si ebbe il primo significativo cambio della formazione; venne infatti aggiunto un cantante di ruolo, Pasi Koskinen, che vi rimarrà fino al 2004.
Nel 1998 viene inserito nella band anche un tastierista: Santeri Kallio, mentre nel 2002 si ha il ritorno del batterista originale, Jan Rechberger.
Dalla metà degli anni duemila la formazione rimane pressoché stabile in forma di sestetto, fino al 2017, quando Niclas Etelävuori viene rimpiazzato dal rientrante Olli-Pekka Laine.

## Formazione

### Formazione attuale
- Tomi Joutsen - voce (2004 - presente)
- Esa Holopainen - chitarra solista (1990 - presente)
- Tomi Koivusaari - chitarra ritmica (1990 - presente)
- Olli-Pekka Laine - basso (1990 - 2000, 2017 - presente)
- Santeri Kallio - tastiere (1998 - presente)
- Jan Rechberger - batteria (1990 - 1995, 2002 - presente)

### Ex componenti
- Pasi Koskinen - voce (1996 - 2004)
- Niclas Etelävuori - basso (2000 - 2017)
- Kasper Mårtenson - tastiere (1993 - 1994)
- Kim Rantala - tastiere (1994 - 1998)
- Pekka Kasari - batteria (1995 - 2002)

## Formazioni

### Prima
- Tomi Koivusaari – voce, chitarra ritmica
- Esa Holopainen – chitarra solista
- Olli-Pekka Laine – basso
- Jan Rechberger  – batteria, tastiere

### Seconda
- Tomi Koivusaari – chitarra e sitar
- Esa Holopainen –  chitarra
- Olli-Pekka Laine  – basso
- Jan Rechberger  – batteria
- Pasi Koskinen – voce

### Terza
- Tomi Joutsen - voce (2004 - presente)
- Esa Holopainen - chitarra solista (1990 - presente)
- Tomi Koivusaari - chitarra ritmica (1990 - presente)
- Olli-Pekka Laine - basso (1990 - 2000, 2017 - presente)
- Santeri Kallio - tastiere (1998 - presente)
- Jan Rechberger - batteria (1990 - 1995, 2002 - presente)